# Ascochytulina pini-acicola
Ascochytulina pini-acicola är en svampart som beskrevs av H.C. Evans & Punith. 1985. Ascochytulina pini-acicola ingår i släktet Ascochytulina, divisionen sporsäcksvampar och riket svampar.   Inga underarter finns listade i Catalogue of Life.